# Sulphur Banks

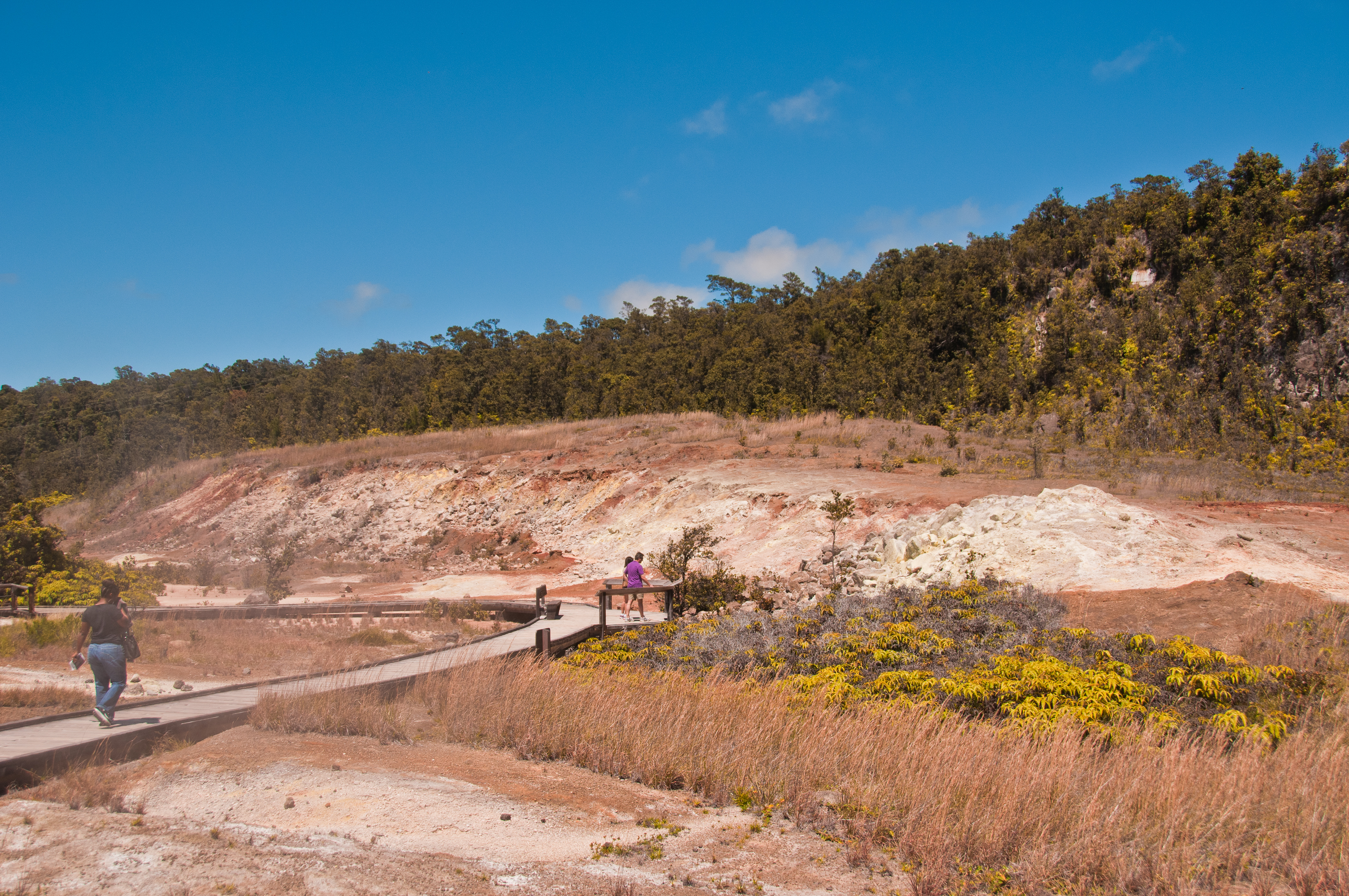
Vue générale du Sulphur Banks.

Le Sulphur Banks, toponyme anglais signifiant littéralement en français « talus de soufre », en hawaïen Haʻakulamanu, est une solfatare des États-Unis située à Hawaï, au sommet du Kīlauea. Accessible par un sentier et un ponton aménagé pour les personnes à mobilité réduite, il constitue une attraction populaire du parc national des volcans d'Hawaï.

## Géographie

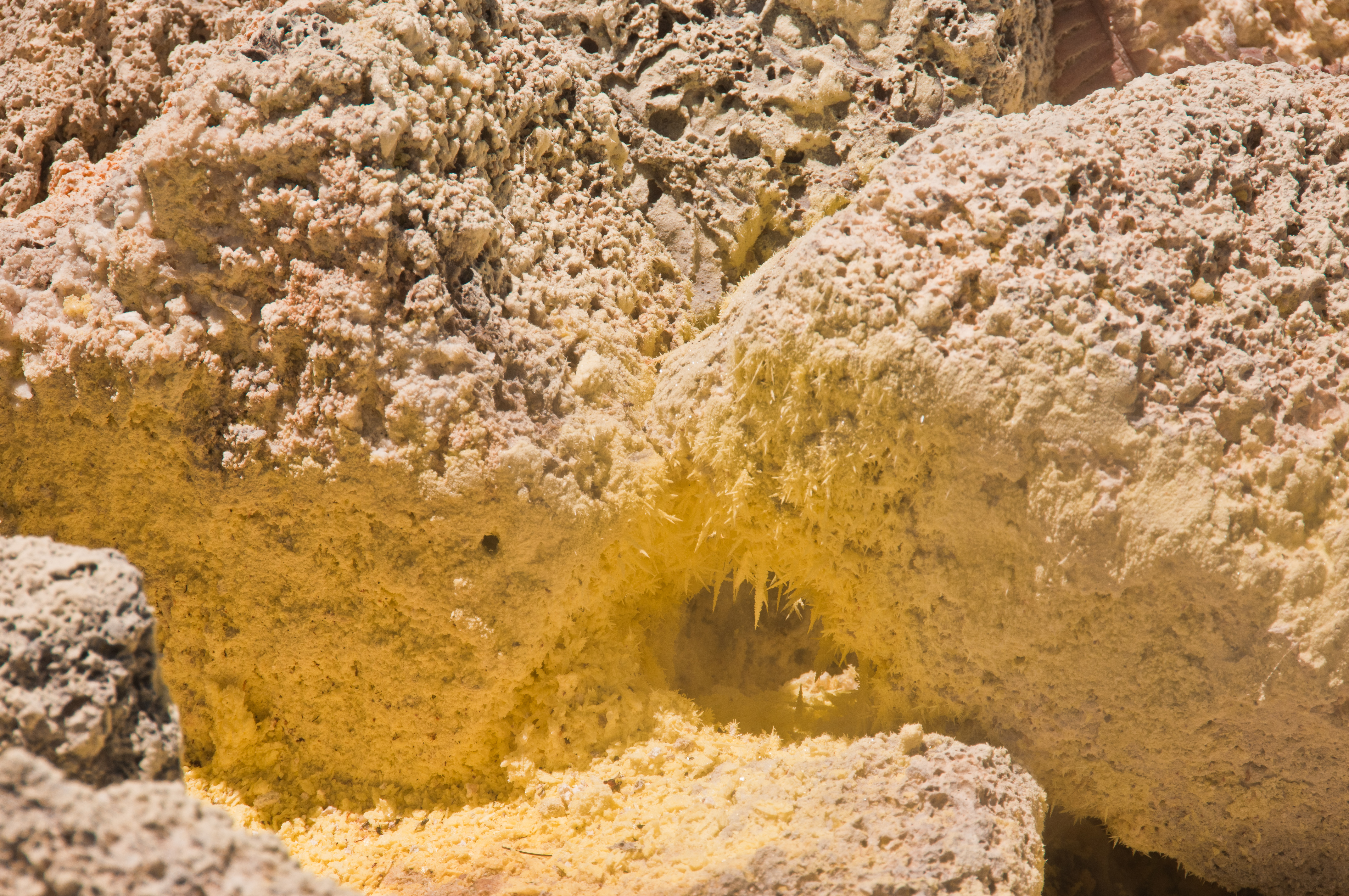
Cristaux de soufre autour d'une fumerolle.

Le Sulphur Banks est situé aux États-Unis, dans le Sud-Est de l'archipel, de l'île et de l'État d'Hawaï. Il se trouve au sommet du Kīlauea, au nord de la caldeira sommitale, entre la Crater Rim Road au sud et la Hawaii Route 11 au nord,. Il est entouré par le centre des visiteurs du parc national des volcans d'Hawaï et le Volcano House au sud-est, les réservoirs d'eau du parc national à l'est et le Steaming Bluff au sud-ouest,. Administrativement, il fait partie du district de Kaʻū du comté d'Hawaï et il est inclus dans le parc national des volcans d'Hawaï,.
Les fumerolles sont concentrées en une solfatare située sur un talus de quelques mètres de hauteur au pied d'un escarpement, dans une clairière entourée d'une forêt tropicale,,,. Cet escarpement traduit la présence d'une faille qui permet aux gaz volcaniques de remonter en surface. Elles rejettent de la vapeur d'eau mêlée à des gaz volcaniques principalement composés de dioxyde de carbone, de dioxyde de soufre et de sulfure d'hydrogène qui leur donnent une odeur d'œuf pourri,. Ces gaz désagrègent la lave environnante, la transformant en argile teintée en rouge-brun par l'oxyde de fer qu'elle contient. Des cristaux, notamment de soufre, de gypse, d'opale et d'hématite, entourent les ouvertures de certaines fumerolles lorsque les gaz sont brusquement refroidis et que leurs composés précipitent,,.

## Histoire
En raison des gaz volcaniques chauds qui se dégagent du Sulfur Banks, le site fut utilisé comme sauna et spa naturel.

## Tourisme

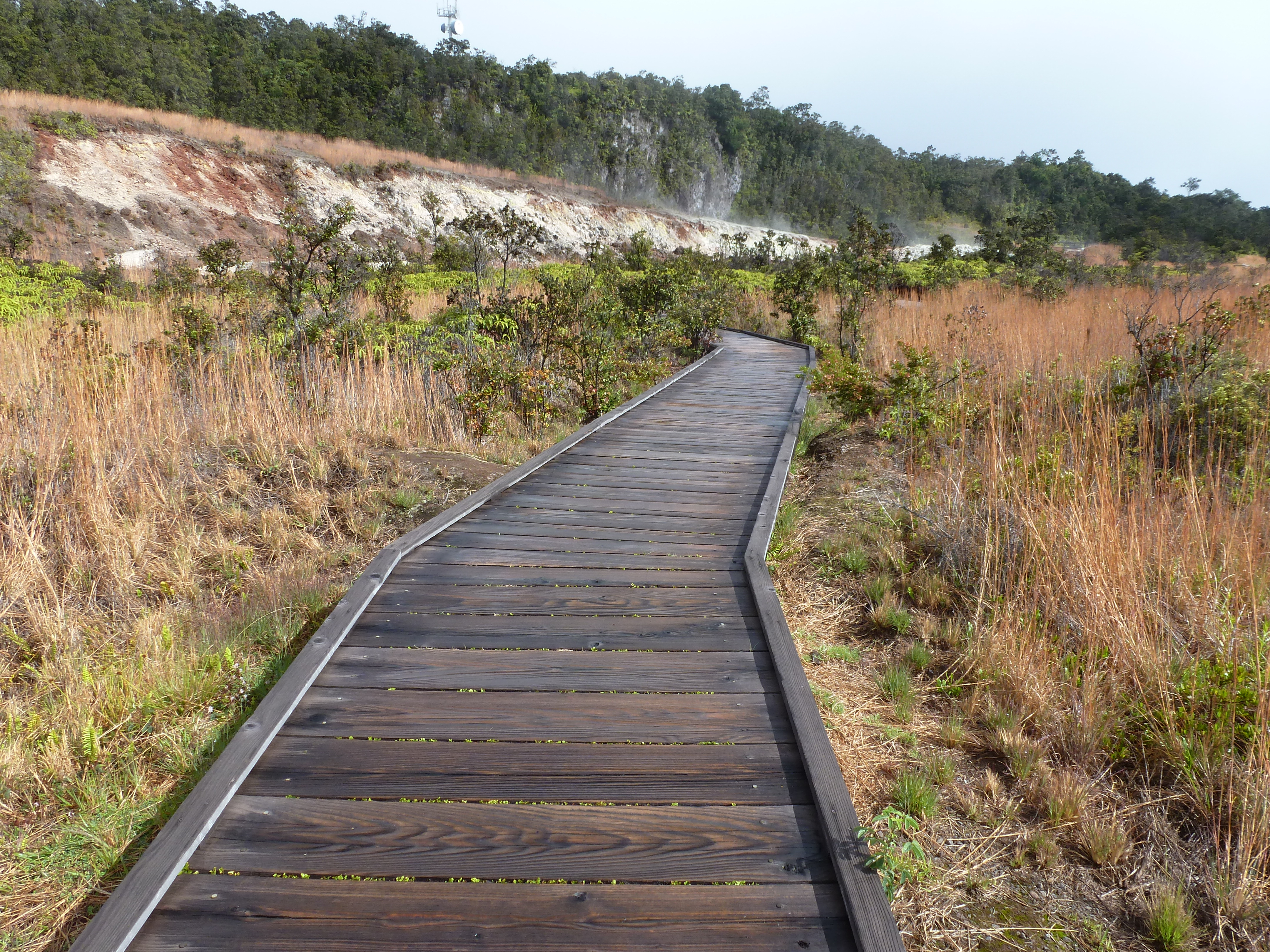
Ponton permettant d'accéder au Sulfur Banks.

Le site est accessible via le Sulfur Banks Trail, un petit sentier de randonnée composé d'un chemin et d'un ponton accessible aux personnes à mobilité réduite,. D'une longueur de 1,1 kilomètre, ses deux extrémités sont connectées au Crater Rim Trail, le sentier de randonnée faisant le tour de la caldeira, à l'est au niveau du centre des visiteurs du parc national des volcans d'Hawaï et à l'ouest juste avant le Steaming Bluff sur le rebord de la caldeira, de l'autre côté de la Crater Rim Road,. Toutefois, le site est déconseillé aux personnes sensibles comme celles ayant des problèmes respiratoires, les jeunes enfants, les personnes âgées, etc car elles peuvent être affectées par les gaz volcaniques.